# DAF・XF
XFは、オランダの自動車メーカーDAFトラックスが販売する貨物自動車である。

## 概要
XF105は2007年のインターナショナル・トラック・オブ・ザ・イヤーを受賞している。

## 軍用利用
XF95シリーズの軍事用途は、DAF・SSCと呼ばれている。
カナダ軍陸軍司令部は、オランダ陸軍からリースされた戦車運搬プラットフォームにXF95Tropcoトラクターを使用している。

## ギャラリー

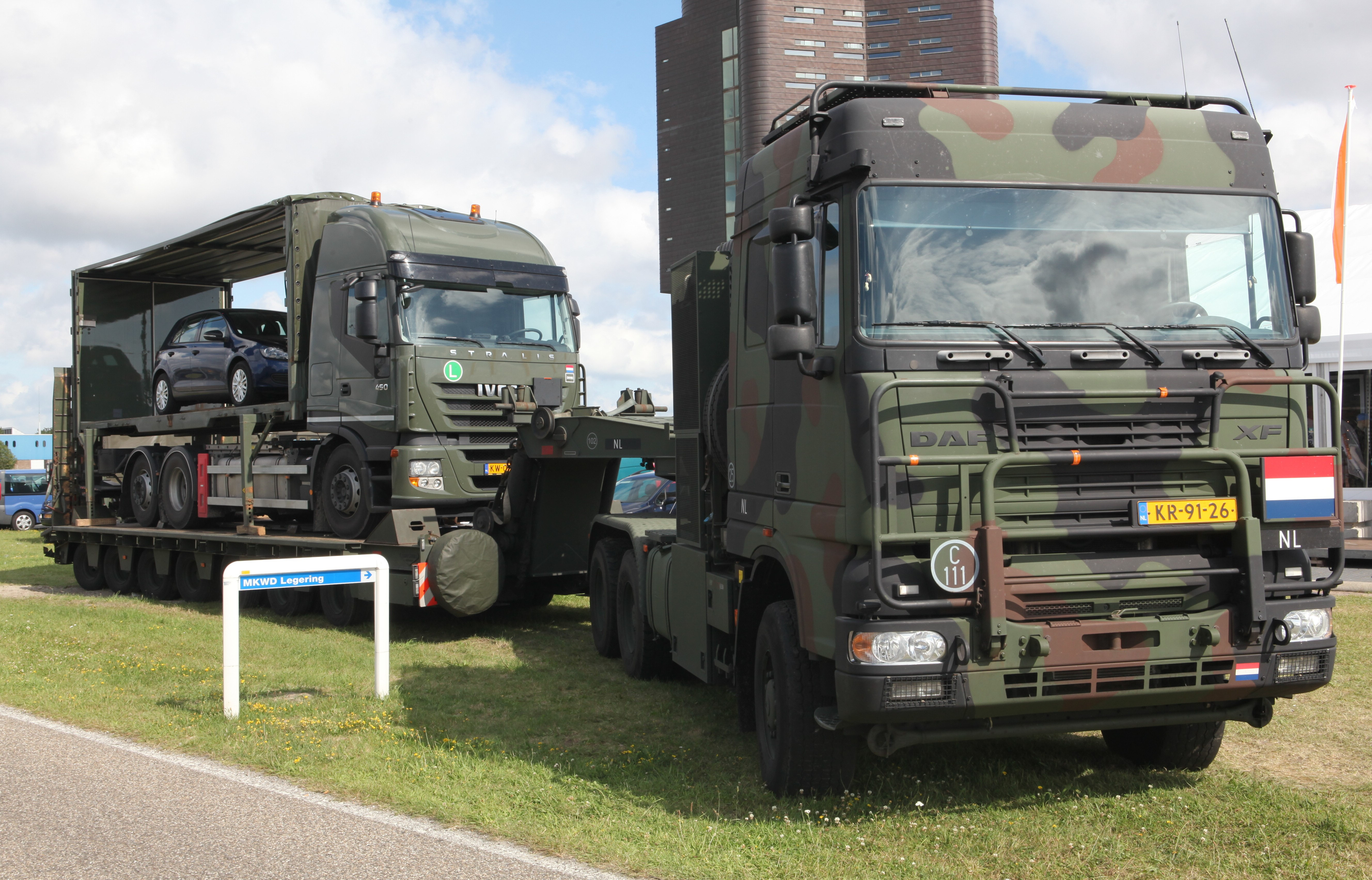
DAF XF95 Tropco
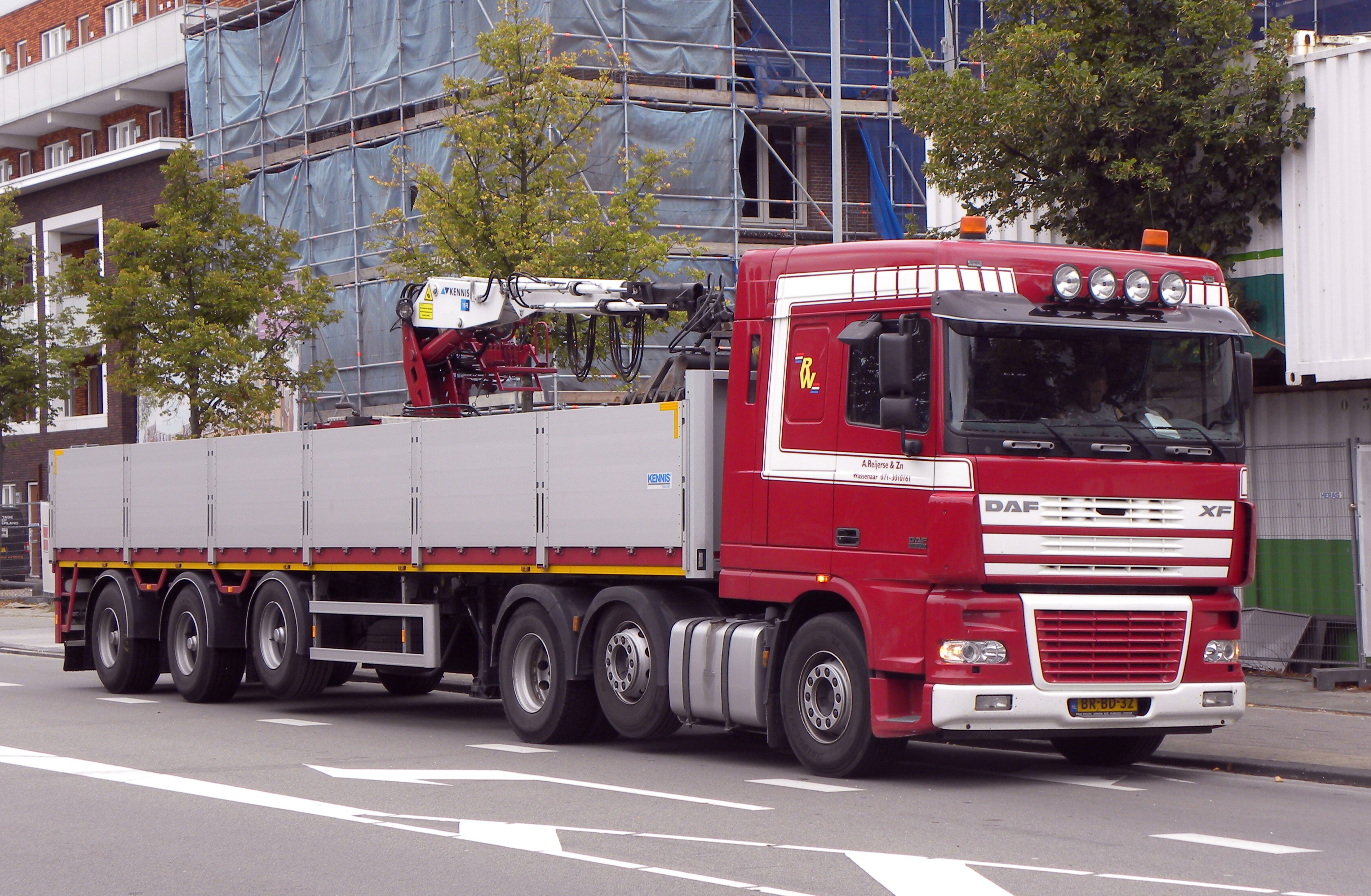
DAF XF Space
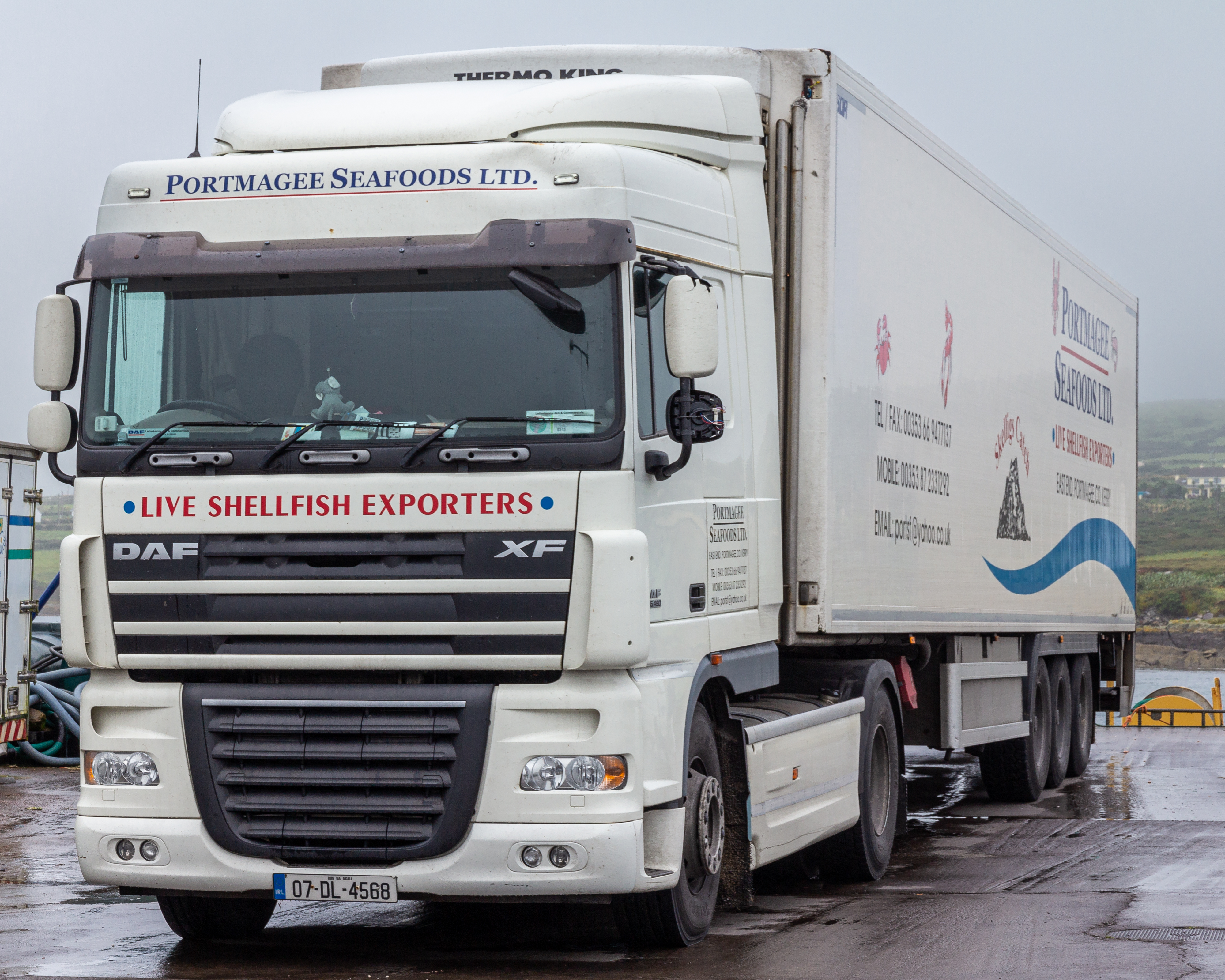
DAF XF 95.480 in Ireland
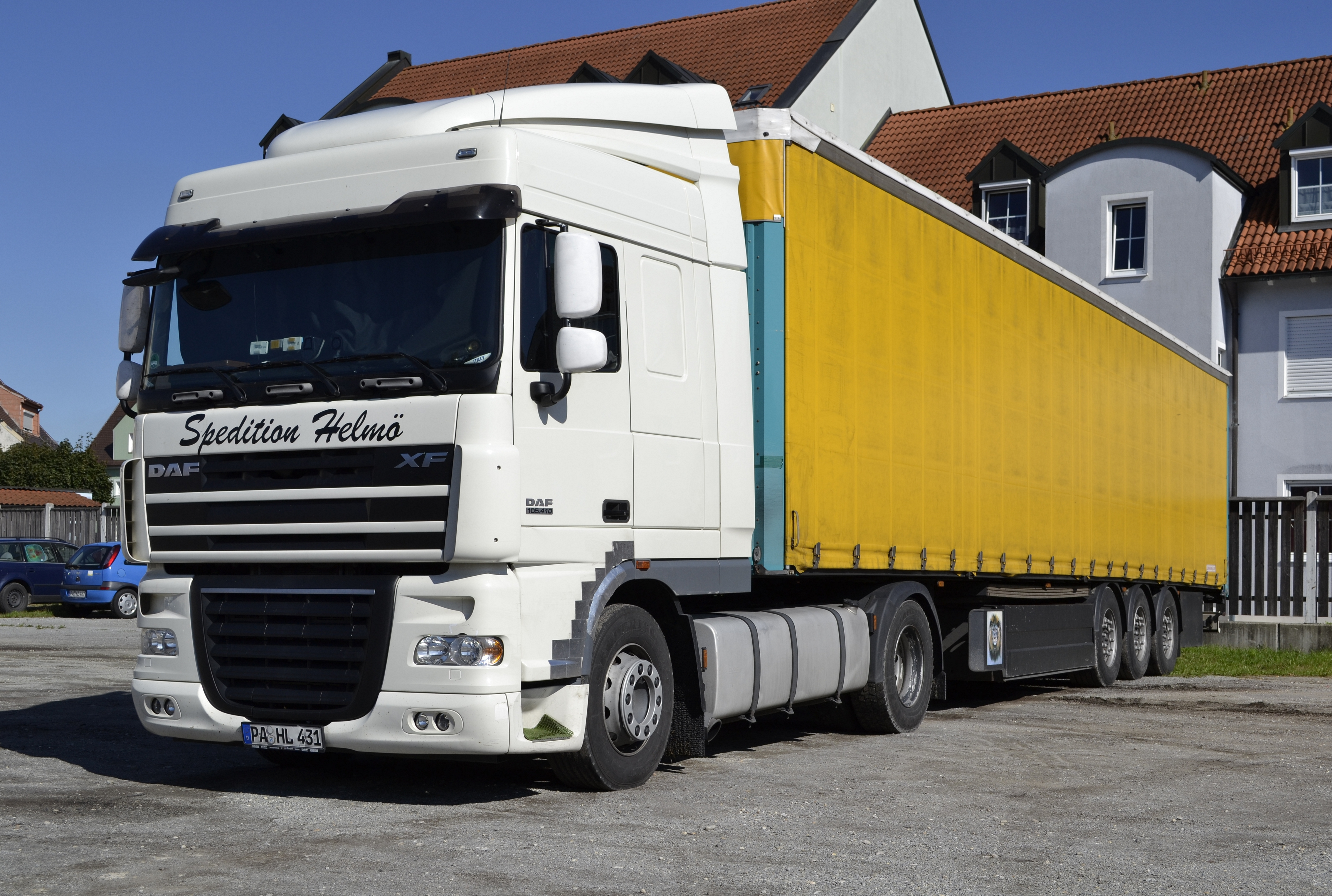
DAF XF Space Cab Plus
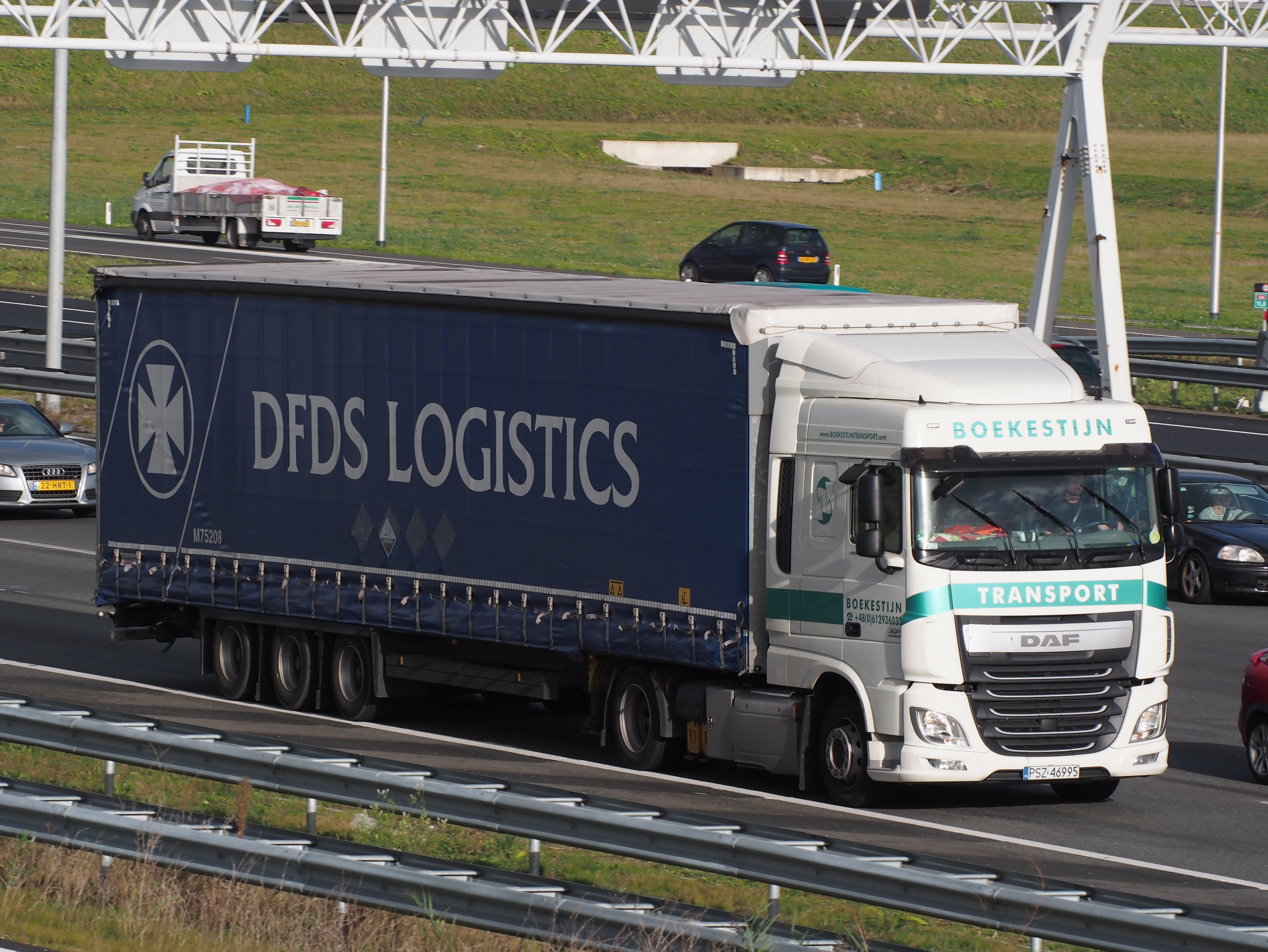
DAF XF Euro 6 Truck
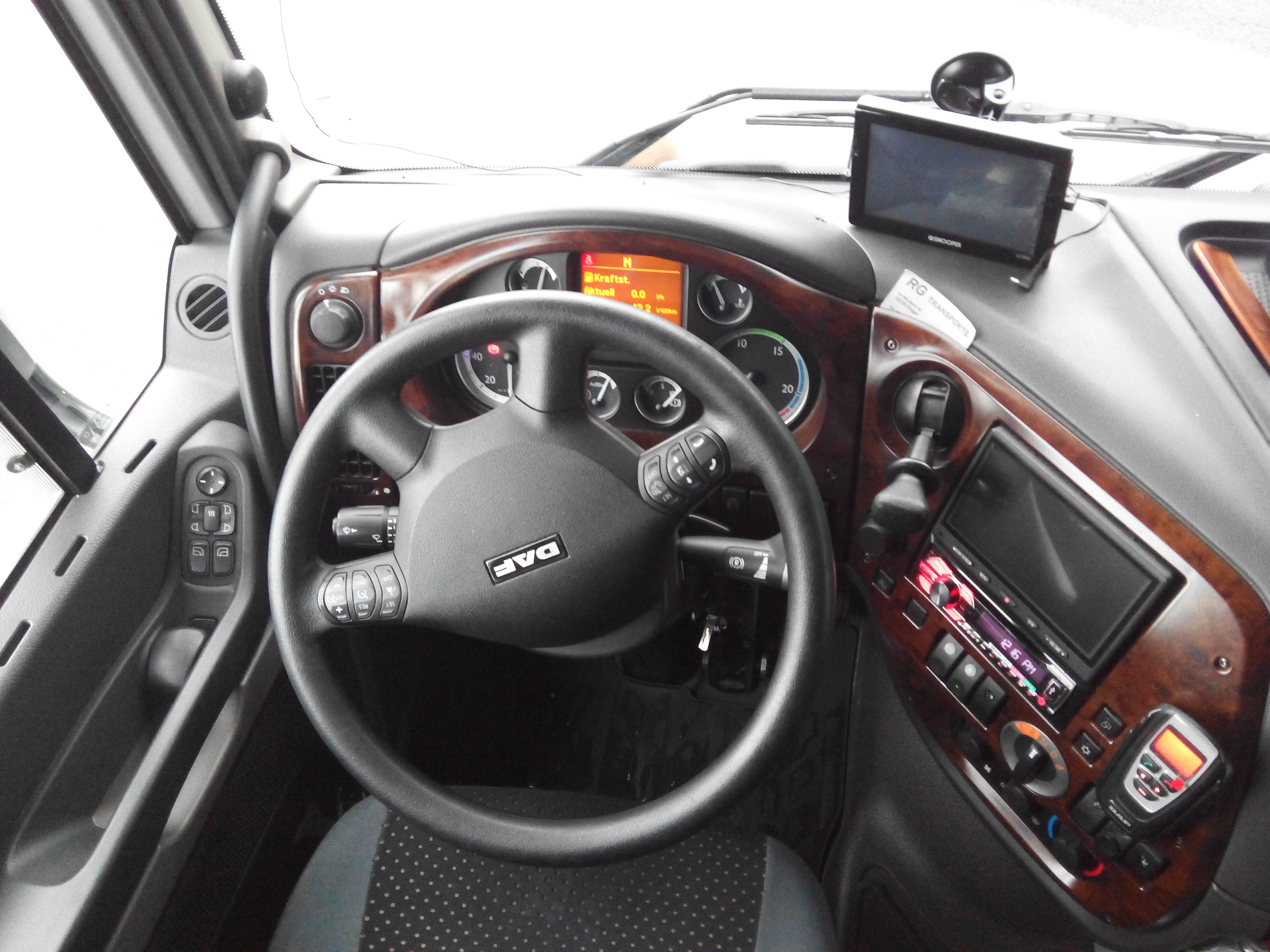
DAF XF105 interior